# Sassandra-Marahoué
Distriktet Sassandra-Marahoué (fransk: District du Sassandra-Marahoué) er et af fjorten administrative distrikter i Elfenbenskysten.  Distriktet ligger i den centrale del af landet og hovedstaden er byen Daloa.

## Oprettelse
Sassandra-Marahoué-distriktet blev oprettet i 2011 i en administrativ reorganisering af inddelingen i Elfenbenskysten. Distriktets område blev til ved en sammenlægning af regionerne Haut-Sassandra og Marahoué.

## Administrativ inddeling
Sassandra-Marahoué er delt i to regioner og nedenstående departementer :
- Haut-Sassandra region (regionssæde også i Daloa)
  - Daloa departement
  - Issia departement
  - Vavoua departement
  - Zoukougbeu departement
- Marahoué region (regionssæde i Bouaflé)
  - Bouaflé departement
  - Sinfra departement
  - Zuénoula departement

## Befolkning
Ifølge folketællingen for 2021 har Sassandra-Marahoué-distriktet en befolkning på 2.720.876, hvilket gør den til det tredje mest folkerige distrikt i Elfenbenskysten, efter Abidjan og Montagnes.